# 機動部隊系列
機動部隊（英語：Tactical Unit）是一系列以香港警務處警察機動部隊為主題的香港電影，一般被視為杜琪峯於2003年导演的电影《PTU》的續集，在2008年及2009年間釋出，共有5套：
- 《機動部隊—同袍》
- 《機動部隊—警例》
- 《機動部隊—絕路》
- 《機動部隊—人性》
- 《機動部隊—伙伴》

5集之中，僅有《同袍》在2009年1月8日香港戲院上映，其餘皆是电视电影，并以影碟形式於市面發售。

## 演員/工作人員

### 共同角色
《機動部隊》系列和 2003年《PTU》中的任達華和邵美琪所飾演的人物名稱雖然不同，
但兩劇中他們的警察編號卻是相同的。
- 任達華 飾 李永森／森哥／PTU 沙展 7366
- 邵美琪 飾 張佩儀／May／PTU 沙展 26316
- 林　雪 飾 林棠／肥棠／肥沙／PTU 反黑組沙展 5508

劇中，有部份人物重複出現，但角色卻有所不同，例如︰
彭敬慈於同袍中以警察的身份出現（邵美琪角色下屬），亦在同系列的絕路中出現，但這次是黑社會份子
- 林　雪 亦曾飾演 肥棠／肥沙／反黑組沙展晉升至士沙及降級至警車司機5508

### 各集工作人員
| 作品標題 | 英語名稱         | 導演   | 編劇             | 監製   | 片長(分鐘) | 釋出日期   |
| -------- | ---------------- | ------ | ---------------- | ------ | ---------- | ---------- |
| 同袍     | Comrades In Arms | 羅永昌 | 游乃海、歐健兒   | 杜琪峯 | 91         | 2009-01-08 |
| 警例     | The Code         | 羅永昌 | 葉天成           | 杜琪峯 | 92         | 2009-02-27 |
| 絕路     | No Way Out       | 劉國昌 | 司徒錦源、鄧力奇 | 杜琪峯 | 89         | 2009-03-13 |
| 人性     | Human Nature     | 吳耀權 | 葉天成           | 杜琪峯 | 91         | 2009-03-27 |
| 伙伴     | Partners         | 劉國昌 | 譚廣源、呂冠南   | 杜琪峯 | 90         | 2009-05-21 |

## 劇情大綱

### 同袍
警隊中，存在著無形的競爭；同袍間，究竟是敵還是友？森 ( 任達華飾演 ) 與 May ( 邵美琪飾演 ) 分別率領下屬迎接隊伍解散前最後一天突發任務──搜索潛入深山裡的劫押款車案悍匪。二人合作帶隊一年半以來，爭功鬥氣，團隊關係早已分裂僵化。May 一隊獲上司讚賞，並得到晉升，森一隊相反升職無望。
就在深山內找尋悍匪之時，兩組人員分頭搜索並引來匪徒襲擊，森與 May 為救同僚之事面臨嚴峻考驗，他們最後如何拋開成見，同心協力完成任務呢？
內容︰
開頭約5分鐘，任達華所帶領的小隊與邵美琪所帶領的小隊相遇，任達華所帶領的小隊查核某一市民身份證時，向電台報告與觀塘開源道77號第一次查核身份證，該處實為觀塘興業街1號的大眾工業大廈，第二次再查核身份證該處實為駱駝漆中心，並與觀塘開源道55號交界，觀塘開源道77號實為觀塘廣場的賽馬會投注站；收到電台觀塘開明道77號爆竊案賊人逃走，最後捉到賊人爆竊案的地方該處實為沙田火炭長瀝尾街華潤物流沙田貨倉和火炭路盈力工業中心下的火炭渠，觀塘開明道確實是沒有此街到名，只有觀塘開源道。警方在北區紅花嶺追捕賊人時進入了醉酒灣防線實為荃灣上城門水塘一帶，紅花嶺押款車的四人悍匪和警方開戰實為沙田馬鞍山村。

### 警例
隸屬西九龍機動部隊 B 連的森執行職務時，毆打了一名叫大麻成的積犯，投訴及內部調查科對此事進行內部調查。為了亡羊補牢，森等人必須比投訴及內部調查科早一步找到大麻成。森那隊中還有一高級警員孖八（李國麟飾），負資產導致他欠債累累，更因此即時調到文職的崗位。孖八在警察機動部隊的最後一個更份，碰到大麻成與另一疑犯販毒。孖八雖成功拘捕疑犯， 但他深感自己被警隊出賣，他沒有到槍房交槍，意欲用自己的槍來為自己討回公道。這時，森得悉孖八的想法，他既要面對孖八，又要面對大麻成，處於兩難景況。就在這時，黃Sir（ 連偉健飾 ）發現大麻成行蹤，而孖八由迷惘變回清醒，持槍衝去營救黃Sir，但黃Sir本能地回身向孖八舉槍。

### 絕路
龍蛇混雜的街道，警察的角色是要平衡黑社會的勢力，但遊戲規則還是要跟從黑社會所建立的一套。
盲輝（曾國祥飾演）是私煙集團的老大「煙剷樂」的手下。某夜，森等警察執行禁私煙任務，不惜毆打盲輝要他出賣社團，更威脅要遣返盲輝的妓女女朋友文慧（吳麗飾演），最終盲輝屈服於森的威脅。社團因此事群起圍攻樂，樂憤而殺掉社團對頭人。警方因為未能找到兇手，下令全廟街一星期不能有任何黑社會活動。樂為了交代而攻擊盲輝及文慧，迫得他們無家可歸，最後更迫逼盲輝到警署「自首」承認是兇手......兩口子計劃逃亡，卻被樂手下火爆（彭敬慈飾演）發現，輪姦文慧及令盲輝殘廢。後來火爆因為在一次毒品交易中失敗而被警方通緝，樂為避免牽涉在内，而將火爆滅口。文慧為了生計而被逼重操故業，結果被警察機動部隊拘捕，盲輝對警察懷恨在心，森一隊人認定盲輝想殺警。一日，盲輝把所有 PTU引來，卻在所有PTU面前用刀把樂哥殺死！肥沙對盲輝開槍，後文慧突然把刀直插森腹腔。May道出警察是一份需要付出感情的人道工作。但從來沒有歹徒會以人道立場待他們。醫院中的森，還未脫離危險期...

### 人性
四名內地悍匪（吳廷燁、伍允龍、錢嘉成、金來群飾演）來港作案，他們準備械劫黑幫集團。機動部隊森、May等乘車往執勤途中與打劫得手的悍匪相遇，PTU被轟。重案組成員肥棠嗜賭，欠下大筆債項，常被高利貸嗱渣雄（林家棟飾演）追數，尊嚴盡失。肥棠為躲避嗱渣雄，搬到公寓住。結識了鄰房的幾個人，這幾個人正是上次的悍匪，警匪之間互不知對方身份，而且還稱兄道弟起來。某次，悍匪們與PTU警員相遇，展開槍戰。肥棠大愕。這時他方知道，一直跟自己稱兄道弟的，是一班內地悍匪。眾人坦言準備再幹一票，他們誠邀肥棠一起合作。肥棠內心掙扎，想過不如棄明投暗時。PTU大車駛到，森、May等衝下車來。就在各悍匪準備開槍那剎，肥棠提起佩槍，從後向悍匪開槍......

### 伙伴
一名新出班警員（徐天佑飾演）一開始很不習慣警隊生活，性格多愁善感，不善於社交，不愛說話，不懂與同事溝通。江湖傳聞，沉寂多時，綽號黑摩利的印度裔黑幫頭目，又再重臨油尖旺。警察機動部隊警長森及May，他們除了要面對本地蠱惑仔，還有孔武有力的南亞裔犯罪份子。Velu （陳彼得飾演）是一名中印混血兒，曾是黑摩利利旗下的猛將，因一次社團任務而入獄。Velu 刑滿出獄後，選擇離開社團。但弟弟Viki（陳振華飾演）仍選擇社團的路，肥沙接到綫報指有人要對某位高級警務人員不利 ,肥沙推斷對方可能聘用南亞裔殺手，於是要求Velu幫忙，而因為Velu認識肥沙 當Velu遇到麻煩時，森亦處處維護Velu，雖然森成功拘捕第一批尼泊爾刀手，但肥沙得知中間人已安排另一批刀手，同時Velu發現弟弟 Viki 接下殺人的工作，目標竟是森和 May 的上司──陳忠泰警司。陳忠泰警司亦是當年將黑摩利逼回印度的警察。而森、May、劉灘、Velu等人，卻不由自主地涉入這次事件旋渦當中......
劉灘在工作經歷了很多事情之後，最終變得懂事了，同事也對他改觀。

## 節目變遷
| 香港 翡翠台、高清翡翠台 星期六 21:30-23:30                                 | 香港 翡翠台、高清翡翠台 星期六 21:30-23:30 | 香港 翡翠台、高清翡翠台 星期六 21:30-23:30                                          |
| -------------------------------------------------------------------------- | --- | ----------------------------------------------------------------------------------- |
|                                                                            | 機動部隊－同袍 （2010.11.13） |                                                                                     |
| 2010國際中華小姐競選 （2010.11.6）（20:30-23:00）                          | 群星閃耀江門情 （2010.11.20）（21:30-23:00） |                                                                                     |
| 香港 翡翠台 星期六 00:20-02:25（12月5日起改為00:15-02:20）                 | |                                                                                     |
| 逃學威龍3之龍過雞年 （2010.11.14）                                         | 機動部隊－警例 （2010.11.21） 機動部隊－絕路 （2010.11.28） 機動部隊－人性 （2010.12.5） 機動部隊－伙伴 （2010.12.19）                                            | 德國盃精彩戰報 （2010.12.26）（00:15-01:00） 喜劇之王 （2010.12.26）（01:00-02:55） |
| 香港 高清翡翠台 週一至週五 高清劇場 23:45至00:45（其他重播時段請參見這裡） | |                                                                                     |
| 推奴 （2011.3.11 - 2011.4.21）                                             | 機動部隊－警例 （2011.4.22 - 2011.4.25） 機動部隊－絕路 （2011.4.26 - 2011.4.27） 機動部隊－人性 （2011.4.28 - 2011.4.29） 機動部隊－伙伴 （2011.5.2 - 2011.5.3） | 水滸傳 （2011.5.4 - 2011.8.31）                                                     |

## 外部連結
- 香港影庫上《機動部隊—同袍》的資料（繁體中文）
- 香港影庫上《機動部隊—警例》的資料（繁體中文）
- 香港影庫上《機動部隊—絕路》的資料（繁體中文）
- 香港影庫上《機動部隊—人性》的資料（繁體中文）
- 香港影庫上《機動部隊—伙伴》的資料（繁體中文）